# Nyctemera zoilides
Nyctemera zoilides är en fjärilsart som beskrevs av Louis Beethoven Prout 1920. Nyctemera zoilides ingår i släktet Nyctemera och familjen björnspinnare. Inga underarter finns listade i Catalogue of Life.